# فقر مکتب تاریخ‌گرایی
فقر مکتب تاریخ گرایی یا فقر تاریخیگری (The Poverty of Historicism) کتابی از کارل پوپر فیلسوف اتریشی-انگلیسی است که در سال ۱۹۵۷ نوشته و در آن تاریخ‌گرایی (Historicism)  را اندیشه‌ای خطرناک و ورشکسته عنوان می‌کند. این کتاب رساله‌ای به روش علمی درباره علوم اجتماعی است. پوپر مکتب تاریخ‌گرایی را پیشگویی تاریخ تعریف کرده و آن را از سه جهت نقد می‌کند.

## یادداشت
1. ↑  historicism در فارسی به تاریخیگری، تاریخ گرایی، تاریخیت، اصالت تاریخ، تاریخ نگری، تاریخ باوری، تاریخ پرستی ترجمه شده است. همچنین نوشتار تاریخیت (فلسفه) را ببینید. برگرفته از کارل پوپر (۱۳۸۰). «مقدمه مترجم». جامعه باز و دشمنان آن. ترجمهٔ عزت الله فولادوند. خوارزمی. ص. ۶.